# Classe Orlando
Pour les articles homonymes, voir Orlando.
La classe Orlando était une classe de croiseurs cuirassés de 1re classe construite au Royaume-Uni à la fin du XIXe siècle pour servir dans la Royal Navy. 

## Conception
Un programme de renforcement du blindage des ceintures et ponts des nouveaux navires de guerre a été décidé par Edward James Reed (1830-1906), directeur de la construction navale de la Royal Navy.

## Histoire
HMS Orlando :
Il a servi de navire amiral pour l'amiral Charles Ramsay Arbuthnot (en) en stationnement en Australie de 1892 à 1895. En 1900, il était présent durant la révolte des Boxers en Chine sous le commandement d'Edouard Hobart Seymour.

## Les unités de la classe
| Nom             | Lancement        | Armement     | Chantier naval                                       | Fin de carrière                            | Photo |
| --------------- | ---------------- | ------------ | ---------------------------------------------------- | ------------------------------------------ | ----- |
| HMS Orlando     | 3 août 1886      | juin 1888    | Palmers Shipbuilding and Iron Company Jarrow         | vendu le 11 juillet 1905 pour démolition   |       |
| HMS Aurora      | 28 octobre 1886  | juillet 1889 | Pembroke Dock Pembroke                               | vendu le 12 octobre 1907 pour démolition,  |       |
| HMS Australia   | 25 novembre 1886 | octobre 1888 | Fairfield Shipbuilding and Engineering Company Govan | vendu le 4 avril 1905 pour démolition      |       |
| HMS Undaunted   | 25 novembre 1886 | juillet 1889 | Palmers Shipbuilding and Iron Company Jarrow         | vendu le 9 avril 1907 pour démolition      |       |
| HMS Narcissus   | 15 décembre 1886 | juillet 1889 | Earle's Shipbuilding (en) Kingston-upon-Hull         | vendu le 11 septembre 1906 pour démolition |       |
| HMS Galatea     | 10 mars 1887     | mars 1889    | Robert Napier & Sons Glasgow                         | vendu le 4 avril 1905 pour démolition      |       |
| HMS Immortalite | 7 juillet 1887   | juillet 1889 | Chatham Dockyard Chatham                             | vendu le 1er janvier 1907 pour démolition  |       |